# Gérard Coliche
Gérard Coliche, né le 17 novembre 1940 à Béziers dans l'Hérault, est un évêque catholique français.
Il fut évêque auxiliaire de Lille de 2009 à 2017, et est Évêque titulaire d'Alet depuis 2009.

## Biographie

### Formation
Gérard Coliche suit des études à la faculté des sciences de l'Université catholique de Lille, avant d'entrer au séminaire d'Issy-les-Moulineaux.

### Principaux ministères
Ordonné prêtre par Adrien Gand le 20 décembre 1969 à Halluin pour le diocèse de Lille, il entame son ministère en tant que vicaire à la paroisse Saint-Hilaire d'Halluin ; suivent différents postes dans les paroisses, à l'Action Catholique des Enfants et dans les services du diocèse.
En 1993, il est nommé vicaire épiscopal pour la zone pastorale de Dunkerque. En 1998 il intègre l'Institut de formation des éducateurs du clergé à Paris et en 2001, il est nommé vicaire épiscopal chargé de l'apostolat des laïcs et de la communication.
Benoît XVI le nomme évêque auxiliaire de Lille le 9 juillet 2009 avec le titre d'évêque titulaire (ou in partibus) d'Alet. 
Sa consécration épiscopale a lieu le 27 septembre 2009. Il est consacré par Laurent Ulrich, archevêque métropolitain de Lille, assisté de François Garnier, archevêque de Cambrai et Jean-Paul Jaeger, évêque d'Arras.
Il se retire le 22 février 2017, ayant atteint la limite d'âge. Antoine Hérouard est nommé le même jour nouvel évêque auxiliaire de Lille.